# تراناک
تراناک (به بلغاری: Tranak) یک منطقهٔ مسکونی در بلغارستان است که در Ruen واقع شده‌است.